# Flipper (Fernsehserie)
Die Fernsehserie Flipper basiert auf der Filmfigur Flipper, einem Delfin, der in den Filmen Flipper (1963), Neues Abenteuer mit Flipper (1964) und später noch einmal in Flipper von 1996 Kinoauftritte hatte. Es gibt zwei Serien; das Original lief von 1964 bis 1967 in drei Staffeln, das Remake Flippers neue Abenteuer von 1995 bis 2000 in vier Staffeln.

## Hintergrund
Nach dem Erfolg der beiden Kinofilme um Flipper entstand zwischen 1964 und 1967 die gleichnamige Fernsehserie. Insgesamt wurden in drei Staffeln 88 Folgen der NBC-Abenteuer-Reihe ausgestrahlt. In Deutschland war die Serie ab 1966 im Nachmittagsprogramm des ZDF zu sehen. Dabei wurden bis 1972 nur 75 Episoden gezeigt. Die restlichen 13 Episoden wurden erst 1994 beim Kabelkanal ausgestrahlt. Die Autoren Ricou Browning, James Buxbaum, Jack Cowden, Maria Little und Monroe Manning schufen einen tierischen Serienhelden, auch „Lassie der Meere“ genannt. Ivan Tors produzierte die Serie zusammen mit seiner Firma Ivan Tors Film Inc. und MGM Television, dem Miami Seaquarium sowie NBC.

## Handlung
Porter Ricks arbeitet als Chief Ranger des Coral Key Parks an der Küste Floridas. Dort lebt der Witwer mit seinen beiden Söhnen, dem 15-jährigen Sandy und dem zehnjährigen Bud. Freund der Familie ist Flipper, ein Tümmler. Die Serie handelt von drohenden Gefahren, beispielsweise Menschen in Seenot und Verbrecherjagd. Flipper rettet jede Situation, sodass alle Folgen mit einem Happy End schließen.

## Remake
Unter dem Titel Flippers neue Abenteuer (The New Adventures of Flipper) wurde in den Jahren 1995 bis 2000 ein Remake der Serie in vier Staffeln gedreht und ausgestrahlt. Die deutsche Erstausstrahlung erfolgte im November 1996.

## Kritik
Der Trainer Richard O’Barry, der die fünf Flipper-Darsteller für die erste TV-Staffel 1964 dressierte, sprach sich später gegen die Abrichtung von Delfinen als Filmstars aus, da es für die Tiere erheblichen Stress bedeute. Flipper habe einen weltweiten Delfin-Hype ausgelöst und einen stetig wachsenden Bedarf an gefügigen Wasserartisten geschaffen. Er plädiert daher auch dafür, Delfinshows zu boykottieren. O’Barry, der nach dem miterlebten Tod eines der darstellenden Delfinweibchen der Serie zum Tierrechtskämpfer avancierte, dokumentierte im Jahr 2009 in Die Bucht, dass viele dieser Delfine mit grausamen Methoden ihrer Freiheit beraubt werden, während ihre Artgenossen, die nicht als Show-Darsteller ausgewählt wurden, qualvoll getötet werden.